# Подвійна шістка Шлефлі

Подвійна шістка Шлефлі

Подві́йна ші́стка Шле́флі — конфігурація з 30 точок і 12 прямих, яку запропонував Шлефлі. Прямі конфігурації можна розділити на дві підмножини по 6 прямих, при цьому кожна пряма не перетинається (тобто, мимобіхна) з прямими однієї множини і перетинається з кожною прямою іншої [крім себе самої]). Кожна з 12 прямих конфігурації має 5 точок перетину, і кожна з цих 30 точок перетину належить рівно двом прямим, що належать різним підмножинам, так що подвійна шістка Шлефлі позначається як 125302.

## Побудова
Як показав Шлефлі, подвійну шістку можна побудувати з будь-яких п'яти прямих a1, a2, a3, a4, a5, якщо вони перетинаються з шостою прямою b6, але в іншому перебувають у загальному положенні (зокрема, кожна з двох прямих ai і aj мають бути мимобіжними, і ніякі з чотирьох прямих ai не повинні лежати на спільній лінійчатій поверхні). Для кожної з п'яти прямих ai додаткова множина з прямих має дві четверні січні: b6 і bi. П'ять прямих b1, b2, b3, b4 і b5, отриманих у такий спосіб, перетинаються прямою a6. Дванадцять прямих ai і bi утворюють подвійну шістку: кожна пряма ai має перетин із п'ятьма прямими bj, для яких i ≠ j і навпаки.
Інша побудова, показане на ілюстрації, виходить розташуванням дванадцяти прямих, що проходять через центри шести граней куба і лежать на площині цих граней, і кожна пряма утворює однаковий кут із відповідними ребрами куба.

## Пов'язані об'єкти

Корона з 12 вершинами, граф перетинів прямих подвійної шістки

У загальному випадку кубічна поверхня містить 27 прямих, серед яких можна знайти 36 конфігурацій подвійних шісток Шлефлі. Множина з 15 прямих, доповняльна подвійній шістці, разом з 15 дотичними площинами, що проходять через трійки цих прямих, має структуру перетинів іншої конфігурації, конфігурації Кремони — Річмонда.
Граф перетинів дванадцяти прямих конфігурації подвійної шістки — це корона з 12 вершинами, двочастковий граф, у якому кожна вершина суміжна з п'ятьма з шести вершин іншого кольору. Граф Леві подвійної шістки можна отримати, замінивши кожне з ребер корони шляхом із двох ребер. Граф перетинів усіх 27 прямих на кубічній поверхні є доповненням графа Шлефлі.